# Julius Wilcke
Julius Washington Wilcke (født 24. oktober 1875 på Frederiksberg, død 16. marts 1951 i København) var en dansk embedsmand og numismatiker.
Han blev student fra Schneekloths Skole 1893, cand.jur. i 1899 og dr.polit. i 1919 på en afhandling om Christian IVs møntpolitik 1588-1625.
Wilcke var kontorchef og senere departementschef i Landbrugsministeriet (1934-45), 1943-45 for landbrugsministeriet i Departementschefstyret. Wilcke blev formand for Statens Landvindingsudvalg ved dets oprettelse i 1940 og sad også i bestyrelsen for Det danske Hedeselskab.
I 1919 blev Wilcke dr.polit. på en afhandling om Christian IV's Møntpolitik 1588—1625. 1916 blev han fuldmægtig i landbrugsministeriet og i 1922 kontorchef. I 1924 fortsattes denne påbegyndte gennemgang af møntvæsenets historie med Møntvæsenet under Christian IV og Frederik III, omfattende tidsrummet 1625—70, og i 1927 udkom Kurantmønten, der behandler perioden 1726—88. Wilcke har således gennem disse arbejder med supplement af Axel Nielsens afhandling Specier, Kroner, Kurant, der redegør for perioden 1671—1726, leveret en sammenhængende historisk behandling af danskt møntvæsens historie i to århundreder, nemlig fra 1588 til 1788.